# Aristotelis Valaoritis

Denkmal in den Athener Nationalgärten

Aristotelis Valaoritis (griechisch Αριστοτέλης Βαλαωρίτης, * 1824 in Lefkada; † 1879 ebenda) war im 19. Jahrhundert ein griechischer Dichter von nationalen Epen über den Freiheitskampf der griechischen Armatolen (griechisch Αρματωλοί Armatolí ‚Bewaffnete‘) gegen die osmanische Herrschaft und einer der bekanntesten Dichter seiner Zeit.

## Leben
Er war Kind einer reichen Familie in Lefkada, ging dort und auf Korfu zur Schule, um später in Frankreich und Italien Rechtswissenschaften zu studieren. Jedoch war er nie als Jurist tätig, sondern widmete sich allein der Dichtung. Nach seinen Studien lebte er auf der in Familienbesitz befindlichen malerischen Insel Madouri östlich von Lefkada.
Valaoritis schrieb Heldenepen über die Griechische Revolution von 1821 (auch Griechischer Aufstand) und ihre Vorkämpfer. Er galt als erster griechischer Nationaldichter, der sich der Sprache des Volkes zuwandte. Neben der Dichtung engagierte er sich auch in der Politik und kämpfte für die Rechte seiner Heimat, die „Eptanisa“ der Ionischen Inseln und für die Befreiung des Epirus von türkischer Herrschaft.
Er starb 1879 in Lefkada an Herzversagen. Sein Sohn Ioannis war ein bekannter griechischer Bankier, sein Urenkel Nanos Valaoritis war Dichter, Schriftsteller und Professor für vergleichende Literaturwissenschaft und kreatives Schreiben in San Francisco.

## Werke
Einzelne Gedichte 
- Frau Phrosyni – Η Κυρά Φροσύνη (1859)
- Athanasion Diakos – Αθανάσιος Διάκος (1867)
- Thanasis Vagias – Θανάσης Βάγιας (1867)
- Astrapogiannos – Αστραπόγιαννος (1867)
- Die Statue des ....... Gregor des V. – Ο ανδριάς του αοιδίμου Γρηγορίου του Ε (1872)
- Photinos – Ο Φωτεινός (ημιτελές)

Werke
- Stichiurgimata – Στιχουργήματα (1847)
- Gedenken – Mnimosyna – Μνημόσυνα (1857)
- Gedichte (2 Bände) – Ποιήματα (δίτομο) (1891)
- Werke – Εργα (1893)
- Leben und Werk (3 Bände) – Βίος και έργα (τρίτομο) (1907)
- Gedichte und Geschichten – Ποιήματα ανέκδοτα (1937)
- Gesamtausgabe (2 Bände) – Τα άπαντα (δίτομο) (1968)